# Marcus Furius Camillus
Camillus, Marcus Furius (? – i. e. 364) római dictator, censor, hadvezér.

## Élete
Marcus Furius Camillus, a Furius-nemzetség leghíresebb tagja i. e. 403-ban nyerte el a censori tisztséget, majd 6 ízben a tribunus militum-i, azaz a consuli tribunus-i rangot. Öt alkalommal választották dictatornak.
I. e. 396-ban, dictatorként bevette a 10 évig sikertelenül ostromolt Veii városát, így hatalmas zsákmányokat szerezve megtette az első Latium határain kívül eső hódítást.
Több ízben harcolt az aequiculi, volscusok, illetve faliscusok ellen, meghódította Capena és Falerii városait. I. e. 394-ben a Veii ostroma során szerzett zsákmány igazságtalan elosztásának koholt vádja miatt száműzetésbe kényszerült. Ártatlansága tudatában Róma ostromát kívánta, hogy ezzel hazája rákényszerüljön a visszahívására. 
Kívánsága valóra vált: a gallok i. e. 391-ben támadást szerveztek Róma ellen, betörtek Latiumba. A gall seregek leverték a római csapatokat az Alliánál, bevonultak Rómába, s azt a Capitolium kivételével elpusztították, felégették. A senatus másodszor is dictatornak választotta Camillust, s hazahívatta a száműzetésből i. e. 390-ben. 
Camillus összeszedte a menekülő rómaiakat, s rövid idő alatt leverte a gall csapatokat; ezért hálából a második honalapító, a pater patriae címet kapta. Miután e módon helyreállította a rendet és békét Rómában, lemondott dictatori tisztségéről.
Azonban a volscusok, etruszkok és aequiculi támadása idején, i. e. 389-ben újból dictatornak választotta őt a senatus. Camillus sikeresen verte vissza a támadó népeket, győzelmet aratva fölöttük. Ugyanebben az évben heves tiltakozását fejezte ki a Licinius-féle agrártörvények ellen, s bár küzdelmével azok elfogadását nem tudta megakadályozni, életbeléptetésüket sikerült elhalasztania. 
I. e. 364-ben a korban tomboló járvány, a pestis halálos áldozata lett.